# Cornemuse du Centre
 (février 2024).
 (février 2024).
Si vous disposez d'ouvrages ou d'articles de référence ou si vous connaissez des sites web de qualité traitant du thème abordé ici, merci de compléter l'article en donnant les références utiles à sa vérifiabilité et en les liant à la section « Notes et références ».
La cornemuse du Centre France ou musette du Centre est une cornemuse à deux bourdons, le premier accordé à une octave et le second à deux octaves en dessous du hautbois. 
Cette cornemuse est utilisée dans les régions du Berry, du Bourbonnais, du Nivernais et du  Morvan, ainsi que plus marginalement dans certains territoires environnants comme le Limousin ou l'Auvergne. Elle est mentionnée dans le roman de George Sand, Les Maîtres sonneurs.

## Facture

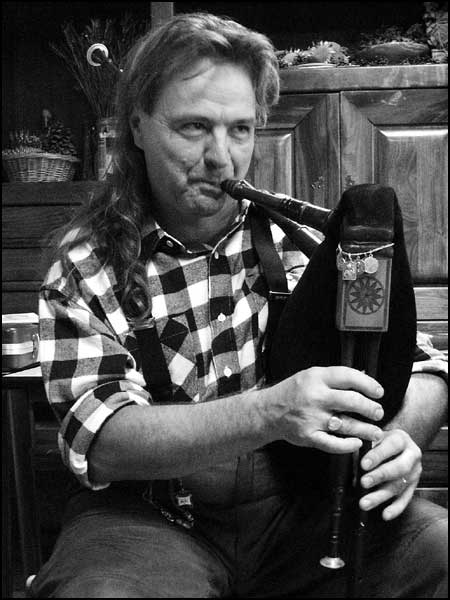
Musette du Centre

La cornemuse est constituée de plusieurs éléments :
- le sac, ou poche, sous le bras gauche, contenant l'air chassé par le bras vers les bourdons et le hautbois ;
- le bouffoir ou porte-vent, entre le sac et la bouche, par lequel le musicien insuffle de l'air en équilibrant la pression exercée par le bras ;
- la souche (ou boîtier), fixée dans le sac, ornée généralement de marqueterie, de laquelle sortent :
  - le petit bourdon (une octave sous la fondamentale du hautbois) ;
  - le hautbois de perce conique, percé de sept trous devant, et deux trous pour les pouces ;
  - dans certains cas, on peut ajouter un troisième petit bourdon derrière la souche de l'instrument ;
- le grand bourdon, à l'octave inférieure du petit bourdon.

Les bourdons sont constitués de deux pièces de bois (trois pour le grand bourdon) qui coulissent l'une dans l'autre pour accorder l'instrument ; ils sont équipés d'anches simples. Le hautbois est équipé d'une anche double, en roseau ou plastique.
On trouve généralement des hautbois de :
- 10 pouces (ré 4) ;
- 11 pouces (do 4) ;
- 13 pouces (si bémol 3) ;
- 14 pouces (la 3) ;
- 16 pouces (sol 3) ;
- 18 pouces (fa 3) ;
- 20 pouces (ré 3) ;
- 23 pouces (do 2) ;
- 24 pouces (si bémol 2) ;
- 26 pouces (la 2) ;
- 30 pouces (sol 2).

Cette mesure en pouces fait référence à la longueur du hautbois de l'instrument.

## Jeu
C'est un instrument diatonique, c'est-à-dire qu'on ne peut pas jouer la totalité de la gamme chromatique, ni transposer des morceaux sans tenir compte de la note de basse donnée par ses bourdons.
Son doigté est dit semi-fermé, dans la mesure où l'on rabaisse la main droite avant de déboucher les trous avec la main gauche, contrairement à la flûte à bec par exemple, qui a un doigté ouvert. Par contre, les musettes à grand hautbois (20 pouces et plus) ont généralement un doigté ouvert.
La cornemuse est un instrument à anches, fonctionnant avec deux types d'anches :
- des anches doubles utilisées dans les hautbois ;
- des anches simples utilisées dans les bourdons.

Les anches peuvent être en roseau ou en plastique. Le roseau donne un meilleur son mais sa sensibilité à l'humidité la rend compliquée d'utilisation dans les musettes possédant un bouffoir et ainsi une certaine humidité dans la poche. Inversement, le plastique a une meilleure tenue et une meilleure résistance à l'humidité, mais produit un son un peu moins clair.